# Frauen-Handballnationalmannschaft der Demokratischen Republik Kongo
Die kongolesische Frauen-Handballnationalmannschaft vertritt die Demokratische Republik Kongo (von 1971 bis 1997 die Republik Zaire) bei Länderspielen und internationalen Turnieren im Frauenhandball.

## Geschichte
Bei der Afrikameisterschaft 1992 nahm die Auswahl erstmals an den Kontinentmeisterschaften teil. Beste Platzierung war ein zweiter Platz bei der Afrikameisterschaft 2014.

## Teilnahme an internationalen Turnieren

### Weltmeisterschaft
- Weltmeisterschaft 2013: 20. Platz (von 24 Teams)
- Weltmeisterschaft 2015: 24. Platz (von 24 Teams)
- Weltmeisterschaft 2019: 20. Platz (von 24 Teams)

### Afrikameisterschaft
- Teilnahme an den Austragungen der Jahre 1992 (8. Platz), 2002 (8.), 2004 (7.), 2006 (6.), 2008 (5.), 2010 (8.), 2012, 2014 (2.), 2016 (8.), 2018 (3.), 2021 (6.), 2022 (6.) und 2024 (5.)

### Afrikaspiele
- 2003: 7. Platz
- 2011: 6. Platz
- 2015: 7. Platz
- 2019: 3. Platz
- 2023: 2. Platz

## Bekannte Spielerinnen
Zu den Spielerinnen des Teams gehörten Christianne Mwasesa und Simone Thiero.